# 775 Lumiere
Lumiere (asteroide 775) é um asteroide da cintura principal com um diâmetro de 33,59 quilómetros, a 2,7852668 UA. Possui uma excentricidade de 0,0748552 e um período orbital de 1 908 dias (5,23 anos).
Lumiere tem uma velocidade orbital média de 17,16580602 km/s e uma inclinação de 9,28083º.
Este asteroide foi descoberto em 6 de Janeiro de 1914 por Joanny Lagrula.